# دوستم خوش آمدی
دوستم خوش آمدی (به انگلیسی: Arkadaşım Hoşgeldin) نام مجموعه‌ای تلویزیونی محصول کانال دی ترکیه است. تئاتری کمیک و بسیار مشهور در ترکیه است که بییندگان زیادی دارد. این برنامه در کانال کانال دی ترکیه پخش می‌شود و فصل اول آن شامل ۳۹ قسمت است. که ادامه مجموعه خانه خنده می‌باشد که ۱۰۱ قسمت می‌باشد.